# Norops humilis
Norops humilis är en ödleart som beskrevs av  Peters 1863. Norops humilis ingår i släktet Norops och familjen Polychrotidae. Inga underarter finns listade i Catalogue of Life.